# Viški kanal
Viški kanal je tjesnac u Jadranskom moru.  Nalazi se između Paklenih otoka na sjeveru i otoka Visa (po kojemu je i dobio ime) na jugu, dok na istoku i zapadu nema prave prirodne granice.
Na zapadu se izlazi na otvoreno more, a na istoku je Korčulanski kanal.